# Zoocenoza
Zoocenoza – zwierzęca część każdej biocenozy. Jest to zespół różnych gatunków zwierząt charakterystycznych dla danego środowiska, połączonych ze sobą łańcuchami pokarmowymi, konkurencją i innymi zależnościami ekologicznymi, będących uzależnione pokarmowo od zamieszkanego przez nie zbiorowiska roślinnego.